# Westrill and Starmore
Westrill and Starmore is een civil parish in het bestuurlijke gebied Harborough, in het Engelse graafschap Leicestershire.